# 自由電子レーザー
自由電子レーザー（じゆうでんしレーザー、英: free electron laser: FEL）は、自由電子のビームと電磁場との共鳴的な相互作用によってコヒーレント光を発生させる方式のレーザーである。
媒質によって発する光の波長が決まる一般のレーザーと異なり、電気的な操作によって波長を自由に変えることができるという特徴を持ち、軟X線、紫外域、可視光線、遠赤外域まで幅広い波長の光を取り出すことができる。出力もメガワット級まで実用化することができるといわれ、兵器として実用化を目指す研究も行われている。

## 原理

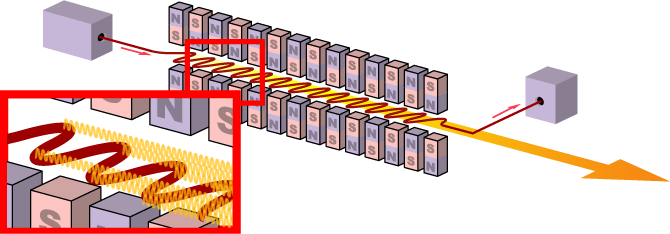
X線自由電子レーザー発振の原理

自由電子レーザーの発振器は、電子の加速器とアンジュレータ及び光共振器から成る。まず最初に、発振器は自由電子を加速器により相対論的な速度にまで加速する。次に、この電子を光線経路に沿って交互に磁石を配置したアンジェレータへと導入する。電子はアンジェレータ内に生じる周期的な横磁場により進路を曲げられて正弦波経路を通ることを強いられるため、シンクロトロン放射光が生じる。そして、この正弦波経路を合せ鏡で構成した光共振器内に含めることで、この光は電子ビームと何百回も共鳴的な相互作用をすることになり発振し、レーザーが生じる。シンクロトロン放射光の波長は電子ビームと磁気強度によって変化するので、これにより光の波長をコントロールする。
真空紫外線、X線領域においては光共振器を構成するための高い反射率を持つ鏡が存在しないため、自己増幅自然放射 (英: Self Amplified Spontanious Emission: SASE) という方式が採用されることが多い。放射された光は、電子ビームよりわずかに早く進む。この光がアンジェレータ内の磁場周期単位内で電子ビームと相互作用することにより、電子ビームは加減速され濃淡が生じる。そしてこの過程が磁場周期ごとに繰り返される結果、電子ビームは密度分布を持つようになる。このような状態ではある特定の光エネルギーのみ増幅するようになるため、最終的に自然放出光に比べ桁違いに強度の大きな光を発生する。
種となる光の発生は偶然により決定される (熱雑音から発生する) ため、SASEの波長スペクトラムおよび時間構造は、微細に観測すると複数の鋭いピークの集まりとなることが多い。アンジュレータの長さが長くなるとSASE強度は強くなるが、ある長さを超えるとその値はほぼ一定に飽和する。
X線領域の波長のFELをX線自由電子レーザー (英: X-ray free-electron laser: XFEL) と呼ぶ。SASEによる 0.1 nm 以下を目指したXFEL発振装置は2014年の時点において、米国 (SLAC Linac Coherent Light Source: LCLS)、日本 (SACLA)が稼働中であり、ヨーロッパ (European XFEL, Swiss FEL) などにて建設が進められている。